# Garfield (film, 2024)
A Garfield (eredeti cím: The Garfield Movie) 2024-ben bemutatott amerikai számítógépes animációs filmvígjáték, amely Paul A. Kaplan és Mark Torgove forgatókönyvéből Mark Dindal rendezett, Jim Davis Garfield című képregénye alapján. A címszereplőjének hangját Chris Pratt kölcsönzi, Samuel L. Jackson, Hannah Waddingham, Ving Rhames, Nicholas Hoult, Cecily Strong, Harvey Guillén, Brett Goldstein és Bowen Yang mellett. A filmet a Columbia Pictures és az Alcon Entertainment készítette (utóbbinak ez az első animációs filmje), az animációt a DNEG Animation szolgáltatta, a forgalmazást pedig a Sony Pictures Releasing végezte.
Az Amerikai Egyesült Államokban 2024. május 24-én mutatta be a Sony Pictures Releasing. Magyarországon május 30-án került mozikba az InterCom Zrt. forgalmazásában.

## Cselekmény
Garfield és Ubul békésen élik átlagos mindennapjaikat gazdájuk, Jon Arbuckle társaságában. Ezt az idillt töri meg Garfield semmiből előkerülő apja, Vic, aki belekényszeríti a két barátot, hogy segítsenek neki végrehajtani egy nagyszabású rablást.

## Szereplők
| Szereplő     | Eredeti hang          | Magyar hang      | Leírás |
| ------------ | --------------------- | ---------------- | --- |
| Garfield     | Chris Pratt           | Miller Zoltán    | cinikus és lusta narancssárga macska, aki imádja a Lasagne-t és az alvást, gyűlöli viszont a hétfőket és a testmozgást |
| Vic          | Samuel L. Jackson     | Szakács Tibor    | Garfield biológiai apja                                                                                                |
| Jinx         | Hannah Waddingham     | Koós Réka        | gonosz perzsamacska |
| Otto         | Ving Rhames           | Schneider Zoltán | bika |
| Jon Arbuckle | Nicholas Hoult        | Ágoston Péter    | Garfield és Ubul gazdája                                                                                               |
| Marge Malone | Cecily Strong         | Balogh Anna      | A Laktóz Farm elhivatott igazgatója, aki nagyon szigorú, Ottó ellensége, sintértelepre zárja Garfieldet és Ubult.      |
| Ubul         | Harvey Guillén        | Eredeti hang     | buta sárga kutya, Garfield barátja                                                                                     |
| Roland       | Brett Goldstein       | Ficzere Béla     | nagydarab Shar pei, Jinx egyik bérence                                                                                 |
| Nolan        | Bowen Yang            | Jéger Zsombor    | kistestű angol agár, Jinx másik bérence                                                                                |
| Olivia       | Janelle James         | Murányi Tünde    | kék macska a menhelyen                                                                                                 |
| Maurice      | Snoop Dogg            | Till Attila      | kék Maine Coon szemkötővel                                                                                             |
| Snickers     | Angus Cloud           | Molnár Levente   | kis lila macska. |
| Maria        | Eugenia Caruso        | Kokas Piroska    | |
| Liz          | Dev Joshi             | Dobó Enikő       | Állatorvos és Jon szerelme.                                                                                            |
| Barry        | Cameron Bernard Jones | Bercsényi Péter  | Amerikai vörösbegy, aki Jinx egyik csatlósa.                                                                           |
| Ethel        | Alicia Grace Turrell  | Gyebnár Csekka   | Tehén a Laktóz Farmon és Otto szerelme.                                                                                |
| Operátor     | Alicia Grace Turrell  | Dér Mária        | Laktóz Farm telefonos operátor.                                                                                        |
| Vito         | Luke Cinque-White     | Gianni Annoni    | szakács |

### Magyar változat
- Főcím: Galambos Péter
- Magyar szöveg: Tóth Tamás
- Hangmérnök: Jacsó Bence
- Vágó: Sári-Szemerédi Gabriella
- Gyártásvezető: Hódos Edina
- Szinkronrendező: Dóczi Orsolya
- Produkciós vezető: Hagen Péter

A szinkront a Mafilm Audio Kft. készítette el.

## A film készítése
Egy új animációs Garfield-film fejlesztése még 2016 májusában kezdődött el, a producerek és az írók már ekkor csatlakoztak. Dindalt 2018 novemberében jelentették be a film rendezőjének, és a következő hónapban megkezdődött az előgyártás. Annak ellenére, hogy a Viacom 2019 augusztusában megszerezte Garfield jogait birtokló Paws Inc.-et, a gyártás folytatódott. 2021 novemberében a Sony megvásárolta a film forgalmazási jogait, és Pratt kapta Garfield szerepét, a többi szereplő 2022-ben csatlakozott. A zenét Mark Dindal gyakori munkatársa, John Debney szerezte.

## Fordítás
Ez a szócikk részben vagy egészben  a   The Garfield Movie című angol Wikipédia-szócikk fordításán alapul.  Az eredeti cikk szerkesztőit annak laptörténete sorolja fel. Ez a jelzés csupán a megfogalmazás eredetét és a szerzői jogokat jelzi, nem szolgál a cikkben szereplő információk forrásmegjelöléseként.